# Lac Tōro
Le lac Tōro (塘路湖, Tōro-ko) est un lac d'eau douce du Japon, situé dans l'Est de l'île de Hokkaidō.

## Géographie

### Situation
Le lac Tōro est situé sur le territoire du bourg de Shibecha, dans la sous-préfecture de Kushiro. Il fait partie du parc national de Kushiro Shitsugen.

### Topographie
Le lac Tōro a une superficie totale de 6,27 km2 pour un périmètre de 17,9 km.